# MISIA SOUL JAZZ SESSION
『MISIA SOUL JAZZ SESSION』（ミーシャ ソウル ジャズ セッション）は、MISIA初のジャズ・アルバム。2017年7月26日にアリオラジャパンより発売。

## 解説
本作は共同プロデュースとアレンジにジャズ・フェスでの共演をきっかけに出会ったニューヨーク在住のジャズ・トランペッター黒田卓也を迎えて制作されたMISIA初のソウルジャズ・アルバム。「BELIEVE」から「オルフェンズの涙」まで自身の新旧代表曲をセルフカバーした6曲を中心に、Netflixドラマ『Jimmy〜アホみたいなホンマの話〜』主題歌に起用された甲斐バンドのカバー「最後の夜汽車」と2曲の新曲という全9曲を収録したミニアルバム。
タイトルに"JAZZ"とあるがクラブ・カルチャーやストリート・カルチャー、ヒップホップを通じてMISIAが捉えてきたジャズであり、同時に"SOUL"の文字も入っているようにR&Bからアフロビート、ネオソウル、さらに新録曲「来るぞスリリング (feat.Raul Midon)」ではブラジリアンと様々な要素が入っている。
レコーディングは黒田卓也のバンドを中心に行なわれ、世界的ミュージシャンのマーカス・ミラーやラウル・ミドンも参加している。
高音質にこだわり、Blu-spec CD2での発売となった。また初回盤のみデジパック仕様。

## 収録曲
| 全編曲: 黒田卓也。 |                                                                  |                 |               |                      |      |
| #                  | タイトル                                                         | 作詞            | 作曲          | ホーンアレンジ       | 時間 |
| 1.                 | 「BELIEVE」(シングル曲のリアレンジ)                              | MISIA           | 佐々木潤      |                      | 4:48 |
| 2.                 | 「来るぞスリリング (feat.Raul Midon)」                           | キヨシ          | 林田健司      |                      | 4:49 |
| 3.                 | 「真夜中のHIDE-AND-SEEK」(カップリング曲のリアレンジ)            | MISIA           | 鷺巣詩郎      |                      | 4:32 |
| 4.                 | 「運命loop (feat.Marcus Miller)」                                | キヨシ          | 林田健司      |                      | 5:03 |
| 5.                 | 「オルフェンズの涙」(シングル曲のリアレンジ)                     | MISIA           | 鷺巣詩郎      |                      | 5:57 |
| 6.                 | 「It's just love」(アルバム収録曲のリアレンジ)                   | MISIA           | MISIA、島野聡 |                      | 5:50 |
| 7.                 | 「The Best of Time」(コンピレーションアルバム収録曲のリアレンジ) | MISIA           | 鷺巣詩郎      |                      | 5:44 |
| 8.                 | 「陽のあたる場所」(シングル曲のリアレンジ)                       | MISIA、佐々木潤 | 佐々木潤      | 黒田卓也、Craig Hill | 5:06 |
| 9.                 | 「最後の夜汽車」(カバー曲)                                       | 甲斐よしひろ    | 甲斐よしひろ  |                      | 4:54 |